# マーレン・フロム
マーレン・フロム（Maren Fromm、旧姓・ブリンカー、女性、1986年7月10日 - ）は、ヴィルヘルムスハーフェン出身のドイツのバレーボール選手。元ドイツ代表。

## 来歴
2007年にドイツ女子代表に初選出される。同年のモントルーバレーマスターズ'07で代表デビューを果たし、9月の欧州選手権に出場した。
2009年から本格的に国際大会で活躍し、同年8月のワールドグランプリでは同国7年ぶりの表彰台となる銅メダルを獲得した。2010年の世界選手権に出場し、7位入賞した。
2011年9月にセルビアで開催された欧州選手権では銀メダルを獲得した。同年11月に日本で行われたワールドカップではレギュラーとして活躍し、6位となった。2011-12シーズンよりイタリアセリエAの強豪スカボリー・ペーザロへ移籍した。
2012-13シーズンはFVブスト・アルシーツィオへ移籍した。同シーズンの欧州チャンピオンズリーグでは3位に入り、自身もベストサーバー賞を受賞した。
2013年9月に自国で開催された欧州選手権では銀メダルを獲得した。2014年、モントルーバレーマスターズ'14で初優勝に貢献し、自身もベストスパイカー賞を受賞した。同年9月の世界選手権に2大会連続出場した。

## 人物
2017年6月24日に同じバレーボール選手のクリスティアン・フロムと結婚した。

## 球歴
- 世界選手権 - 2010年、2014年
- ワールドカップ - 2011年
- ワールドグランプリ - 2008年、2009年、2010年、2011年、2012年、2013年、2014年、2015年
- 欧州選手権 - 2007年、2009年、2011年、2013年

## 受賞歴
- 2013年 欧州チャンピオンズリーグ - ベストサーバー賞
- 2014年 モントルーバレーマスターズ ベストスパイカー賞

## 所属クラブ
- USC Braunschweig (2005-2006年）
- Bayer 04 Leverkusen (2006-2009年)
- USC Munster (2009-2010年）
- VC stoccarda (2010-2011年）
- スカボリーニ・ペーザロ (2011-2012年）
- FVブスト・アルシーツィオ (2012-2013年）
- Impel Wroclaw (2013-2014年)
- Promoball Flero（2014-2016年）
- シュヴェリーンSC（2016-2017年）
- Çanakkale Belediyespor（2017-2018年）
- シュヴェリーンSC（2018-2019年）
- BBSC Berlin（2023-2024年）